# Il Gattopardo (film)
Il Gattopardo è un film del 1963 diretto da Luchino Visconti.
Il soggetto è tratto dall'omonimo romanzo di Giuseppe Tomasi di Lampedusa. La figura del protagonista del film, il Gattopardo, si ispira a quella del bisnonno dell'autore del libro e della sua famiglia: il principe Giulio Fabrizio Tomasi di Lampedusa che nella finzione letteraria diventa il principe Fabrizio di Salina. La storia si snoda tra il 1860 e il 1862, in Sicilia (a Palermo e provincia e precisamente a Ciminna e nel feudo agrigentino di Donnafugata, ossia Ciminna, Palma di Montechiaro e Santa Margherita di Belice in provincia di Agrigento).
Il film ha vinto la Palma d'oro come miglior film al 16º Festival di Cannes.

## Trama

Don Fabrizio di Salina in una scena del film

Nel maggio 1860, dopo lo sbarco a Marsala di Garibaldi in Sicilia, don Fabrizio assiste con distacco e con malinconia alla fine dell'aristocrazia. Vedendo come gli amministratori e i latifondisti della nuova classe sociale in ascesa approfittano della nuova situazione politica, la classe dei nobili capisce che ormai è prossima la fine della loro superiorità.
Don Fabrizio, appartenente a una famiglia di antica nobiltà, viene rassicurato dal nipote prediletto Tancredi che, pur combattendo nelle file garibaldine, cerca di far volgere gli eventi a proprio vantaggio e pronuncia la famosa frase: «Se vogliamo che tutto rimanga come è, bisogna che tutto cambi». Specchio della realtà siciliana, questa frase simboleggia la capacità di adattamento che i siciliani e gli italiani in generale, sottoposti nel corso della storia all'amministrazione di molti governanti stranieri, hanno dovuto sviluppare per trarre vantaggio da qualsiasi situazione. Anche la risposta di don Fabrizio è emblematica: «E dopo sarà diverso, ma peggiore.»
Quando, come tutti gli anni, il principe con tutta la famiglia si reca nella residenza estiva di Donnafugata, trova come nuovo sindaco del paese Calogero Sedara, un borghese di umili origini, rozzo e poco istruito, che si è arricchito e ha fatto carriera in campo politico. Tancredi, che in precedenza aveva manifestato qualche simpatia per Concetta, la figlia maggiore del principe, s'innamora di Angelica, figlia di don Calogero, che infine sposerà, anche attratto dal suo notevole patrimonio.
Episodio significativo è l'arrivo a Donnafugata di un funzionario piemontese, il cavaliere Chevalley di Monterzuolo, che offre a don Fabrizio la nomina a senatore del nuovo Regno d'Italia. Il principe però rifiuta, sentendosi troppo legato al vecchio mondo siciliano, citando come risposta al cavaliere la frase: «In Sicilia non importa far male o bene: il peccato che noi siciliani non perdoniamo mai è semplicemente quello di 'fare'».
L'esito del connubio tra la nuova borghesia e la declinante aristocrazia è un cambiamento ormai irreversibile: don Fabrizio ne avrà la conferma durante un grandioso ballo, al termine del quale inizierà a meditare sul significato dei nuovi eventi e a fare un sofferto bilancio della sua vita.

## Produzione

### Difficoltà produttive

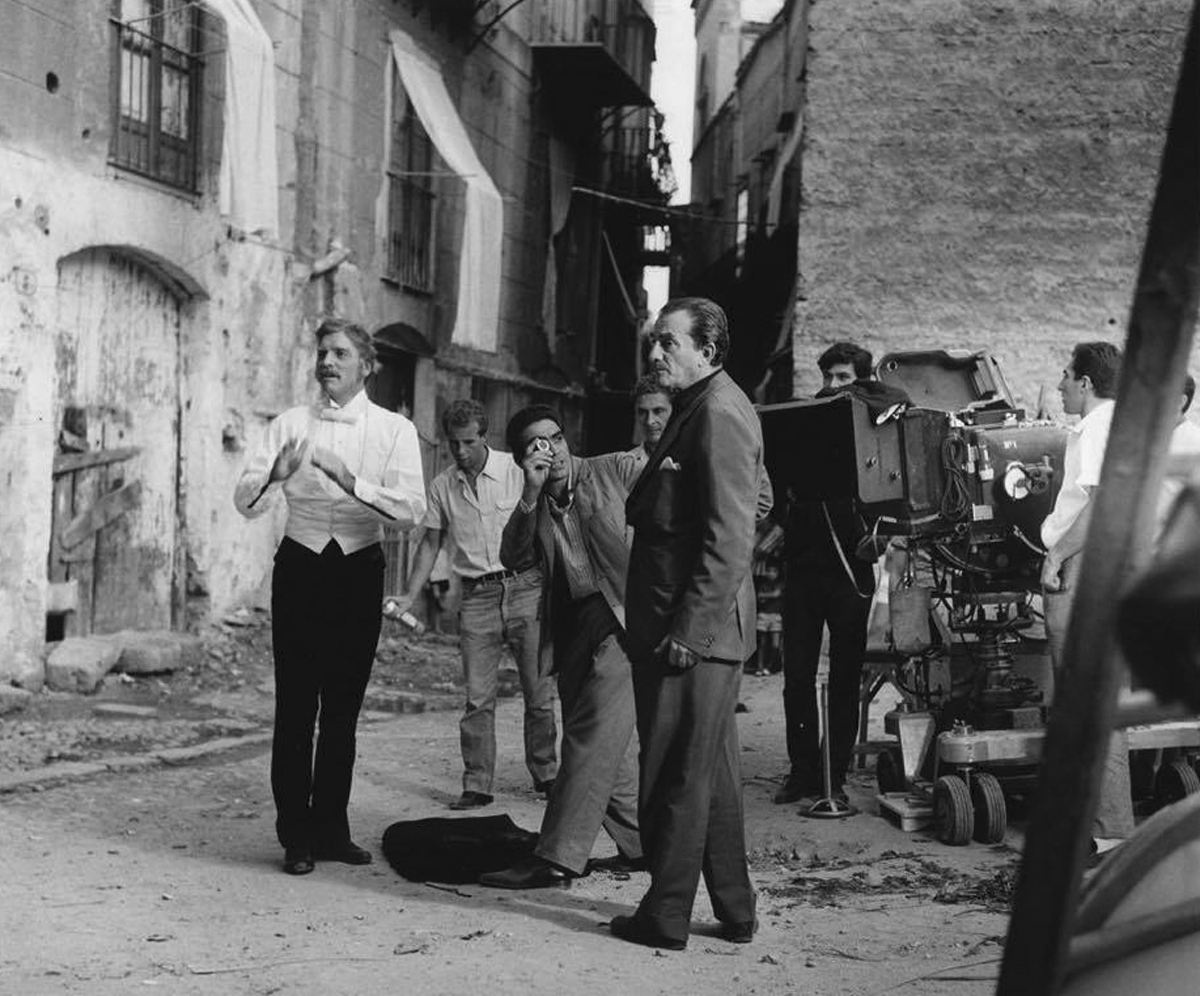
Luchino Visconti e Burt Lancaster sul set esterno de Il Gattopardo (1963), in piazza Croce dei Vespri, Palermo

Nel 1958, quando Il Gattopardo stava riscuotendo un grande successo editoriale, il produttore Goffredo Lombardo, patron della Titanus, acquistò i diritti del romanzo di Giuseppe Tomasi di Lampedusa. La regia venne affidata inizialmente a Mario Soldati e poi a Ettore Giannini, che però vennero entrambi licenziati da Lombardo per divergenze sulla realizzazione della pellicola e sostituiti con Luchino Visconti. Ettore Giannini scrisse addirittura una bozza di sceneggiatura che approfondiva le vicende risorgimentali, allontanandosi però dal romanzo di Tomasi di Lampedusa e mettendo in secondo piano la storia d'amore tra Tancredi e Angelica: per queste ragioni, Lombardo, con la mediazione di Visconti, incaricò Suso Cecchi D'Amico, Pasquale Festa Campanile, Enrico Medioli e Massimo Franciosa di scrivere una nuova sceneggiatura, accantonando quella di Giannini che rimase molto offeso dal comportamento del produttore e per questo si ritirò per sempre dal mondo del cinema.
Il 27 marzo 1963, al cinema Barberini di Roma, il film uscì in anteprima dopo una lavorazione che aveva richiesto quindici intensi mesi, iniziata alla fine del dicembre 1961, mentre il primo ciak ebbe luogo lunedì 14 maggio 1962. Nell'autunno precedente, il regista, insieme allo scenografo Mario Garbuglia e al figlio adottivo di Giuseppe, Gioacchino Lanza Tomasi, aveva effettuato un sopralluogo in Sicilia che non era certo valso a dissipare le preoccupazioni del produttore Goffredo Lombardo. Lo stesso Lombardo raccontò in un'intervista che, recatosi sui set per raccomandare a Visconti di contenere i costi che crescevano sempre di più, ricevette questa risposta dal regista: "Lombardo, io questo film lo posso fare solo così. Se vuole, mi può sostituire".
L'investimento richiesto da questo colossal italiano si rivelò infatti presto superiore a quanto previsto dalla Titanus allorché ne aveva acquistato i diritti cinematografici. Dopo un mancato accordo di co-produzione con la Francia, la scrittura di Burt Lancaster nel ruolo di protagonista, nonostante le iniziali perplessità di Luchino Visconti (gli avrebbe preferito Laurence Olivier o l'attore sovietico Nikolaj Čerkasov), e forse dello stesso attore, permise un accordo distributivo per gli Stati Uniti d'America con la 20th Century Fox.
Ciononostante, le perdite subite dal film Sodoma e Gomorra e da questo film, costato quasi tre miliardi di lire, causarono la sospensione dell'attività della Titanus come produttrice cinematografica.

### Riprese

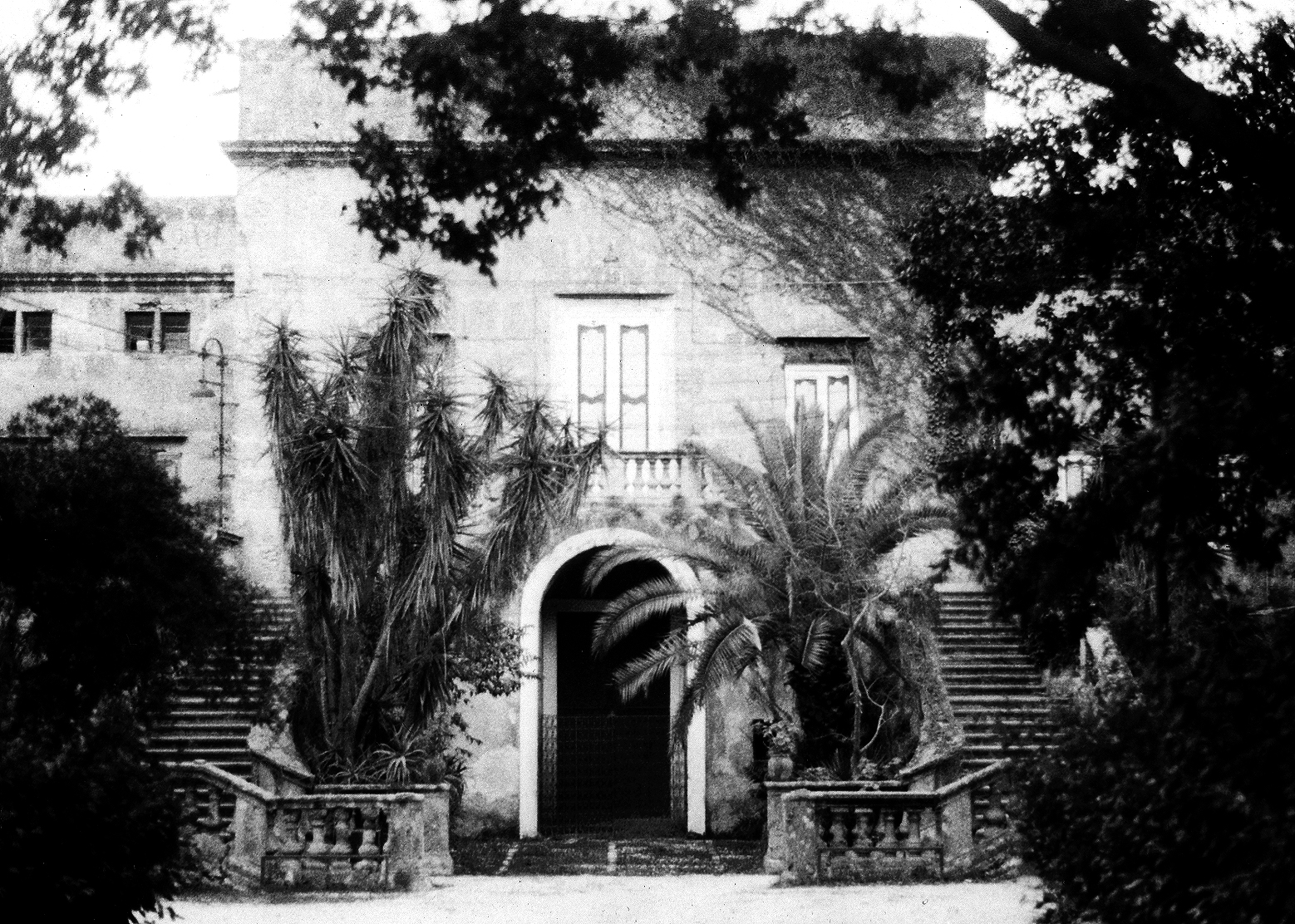
Villa Boscogrande

Per quanto, come si è detto, la narrazione oggettiva degli eventi sia oscurata e marginalizzata nel film dallo sguardo soggettivo del protagonista-regista, un grande impegno fu posto nella ricostruzione degli scontri tra garibaldini ed esercito borbonico. A Palermo nei vari set prescelti (piazza San Giovanni Decollato, piazza della Vittoria allo Spasimo, piazza Sant'Euno, piazza della Marina) "l'asfalto fu ricoperto di terra battuta, le saracinesche sostituite da persiane e tende, pali e fili della luce eliminati". Tutto questo per iniziativa di Visconti, poiché il produttore Lombardo si era raccomandato che non vi fossero scene di combattimento.
Si rese inoltre necessario il restauro, avvenuto in 24 giorni, della villa Boscogrande, nei pressi della città, che sostituì, per le scene iniziali del film, il palazzo dei Salina, le cui condizioni ne sconsigliavano l'utilizzo.

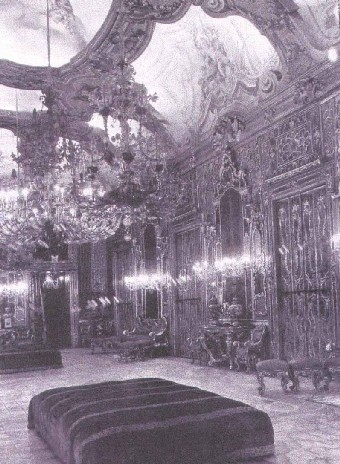
Gli interni di Palazzo Valguarnera-Gangi

Anche per le scene girate nella residenza estiva dei Salina, Castello di Donnafugata, che nel romanzo sostituiva Palma di Montechiaro, si scelse un sito alternativo, Ciminna. "Visconti s'infatuò per la Chiesa Madre e il paesaggio circostante. L'edificio a tre navate presentava uno splendido pavimento in maiolica. L'abside decorata con stucchi rappresentanti apostoli e angeli di Scipione Li Volsi (1622) era inoltre provvista di scranni lignei del 1619 intagliati con motivi grotteschi, particolarmente adatti ad accogliere i principi nella scena del Te Deum. Il soffitto originale della chiesa, in parte danneggiato durante le riprese è stato poi rimosso e oggi non è più in sito. Inoltre, la situazione topografica della piazzetta di Ciminna sembrava ottimale, mancava solo il palazzo del principe. Ma in 45 giorni la facciata disegnata da Marvuglia fu innalzata davanti agli edifici a fianco della chiesa. L'intera pavimentazione della piazza fu rifatta eliminando l'asfalto mettendovi ciottoli e lastre". Gran parte delle riprese ambientate all'interno della residenza fu girata a Palazzo Chigi di Ariccia.
Infine, varie scene sono state girate internamente ad alcune sale del palazzo Manganelli a Catania.

### Il ballo
Ottimo era invece lo stato di manutenzione di palazzo Valguarnera-Gangi, a Palermo, in cui fu ambientato il ballo finale, la cui coreografia venne affidata ad Alberto Testa. In questo caso, il problema da affrontare era l'arredamento degli ampi spazi interni. Contribuirono generosamente all'opera gli Hercolani e lo stesso Gioacchino Lanza Tomasi con mobili, arazzi, suppellettili. Alcuni quadri (la stessa Morte del giusto) e altre opere artigianali furono commissionate dalla produzione. Il risultato finale valse uno scontato Nastro d'argento alla migliore scenografia.
Un altro Nastro d'argento andò alla fotografia a colori di Giuseppe Rotunno (che lo aveva vinto anche l'anno precedente con Cronaca familiare). Degna di note, in particolare, l'illuminazione dei locali cui, per volontà del regista che voleva ridurre al minimo l'uso delle luci elettriche, contribuivano migliaia di candele: queste costituirono un ulteriore problema logistico poiché dovevano essere riaccese all'inizio di ogni sessione di riprese, oltre che frequentemente sostituite; inoltre, non di rado, la cera fusa colava addosso alle persone presenti in scena. La preparazione del set, la necessità di vestire centinaia di comparse richiesero per queste scene turni estenuanti. La scena del ballo (oltre 44 minuti) a Palazzo Gangi-Valguarnera è diventata famosa per la sua durata e opulenza.

### Doppiaggio
L'edizione italiana venne curata da Mario Maldesi, sotto la supervisione di Visconti. Per doppiare il principe di Salina venne inizialmente scelto l'attore Salvo Randone, che all'ultimo momento rinunciò e quindi Visconti pensò di sostituirlo con Lando Buzzanca (che già doppiava il personaggio di Ciccio Tumeo interpretato da Serge Reggiani) ma, alla fine, optò per l'attore siciliano Corrado Gaipa.
Anche il personaggio di Tancredi doveva essere doppiato da Achille Millo (che aveva già prestato la voce a Delon in Rocco e i suoi fratelli) ma abbandonò l'incarico a causa di una lite con Visconti e quindi venne sostituito da Carlo Sabatini.
Claudia Cardinale all'inizio accettò di essere doppiata perché Visconti le aveva promesso che tutti gli altri interpreti sarebbero stati doppiati da attori siciliani ma, quando scoprì che ciò non era avvenuto, si arrabbiò con il regista.

## Accoglienza

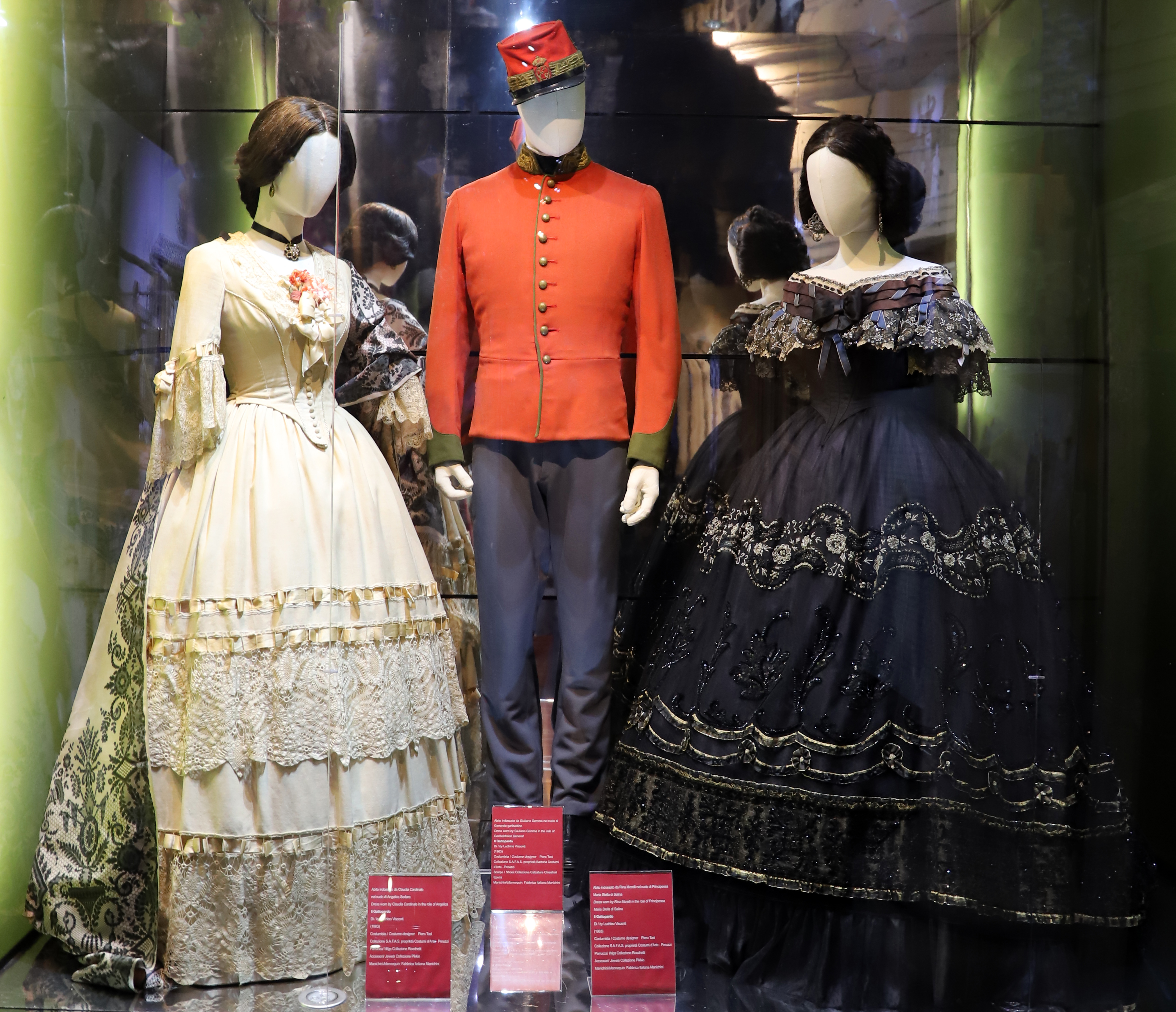
Costumi originali di Piero Tosi, esposti a Cinecittà

Il film registrò un ottimo successo al botteghino in Italia, risultando campione d'incassi assoluto nella stagione 1962-1963 con un ricavato di 2 323 000 000 di lire dell'epoca; detiene a oggi il sedicesimo posto nella classifica dei film italiani più visti di sempre con 12 850 375 spettatori paganti. Tuttavia il mancato successo negli Stati Uniti non permise alla pellicola di rientrare nelle ingenti spese di produzione, decretando il fallimento finanziario della Titanus.
Al momento della sua uscita nelle sale, la maggior parte della critica americana stroncò il film, complice soprattutto uno sciagurato montaggio che venne realizzato senza il consenso del regista, con un taglio di quasi mezz'ora di pellicola dall'edizione definitiva. Lo stesso Lancaster s'impegnò, con scarso esito, nel montaggio della versione americana, illudendosi di poter salvare quello che considerava, a ragione, un capolavoro.
Il film fu osteggiato anche dal Partito Comunista Italiano (al quale era legato Visconti) che non vedeva di buon occhio il romanzo di Lampedusa, ritenuto "espressione di un'ideologia reazionaria" e "politicamente conservatore". Per questo motivo il regista montò una versione alternativa per la critica cinematografica della sinistra di area comunista, che includeva alcune scene del tutto estranee al romanzo originale ma molto conformi alla sua salda fede marxista, come conflitti di classe e fermenti di rivolta contadina, poi tagliate nella versione definitiva presentata al Festival di Cannes. Questo non bastò a risparmiare le critiche di alcuni intellettuali di sinistra che bollarono il film di anti-storicismo.
Con il passare degli anni, il film è stato rivalutato in maniera positiva dalla critica di tutto il mondo. Sul sito aggregatore Rotten Tomatoes registra il 98% delle recensioni professionali positive, con un consenso che recita "sontuoso e malinconico, Il gattopardo presenta battaglie epiche, ricchi costumi e un valzer da ballo che si candida per la più bella sequenza trasposta in cinema". Su Metacritic ha invece un punteggio di 100 basato su 12 recensioni.
Martin Scorsese lo ha inserito nella lista dei suoi dodici film preferiti di tutti i tempi. Il film è stato inoltre selezionato tra i 100 film italiani da salvare.

## Riconoscimenti
- Festival di Cannes 1963
  - Palma d'oro a Luchino Visconti
- David di Donatello 1963
  - Miglior produttore a Goffredo Lombardo
- Premio Feltrinelli 1963
  - Premio per le arti - Regia cinematografica
- National Board of Review Awards 1963
  - Migliori film stranieri

- Golden Globe 1964
  - Candidato per il Miglior attore debuttante ad Alain Delon
- Premi Oscar 1964
  - Candidato per i Migliori costumi a Piero Tosi
- Nastri d'argento 1964
  - Migliore fotografia a colori a Giuseppe Rotunno
  - Migliore scenografia a Mario Garbuglia
  - Migliori costumi a Piero Tosi
  - Candidato Regista del miglior film a Luchino Visconti
  - Candidato Migliore sceneggiatura a Suso Cecchi D'Amico, Luchino Visconti, Massimo Franciosa, Pasquale Festa Campanile ed Enrico Medioli
  - Candidato per la Migliore attrice non protagonista a Rina Morelli
  - Candidato per il Migliore attore non protagonista a Romolo Valli

## Stile

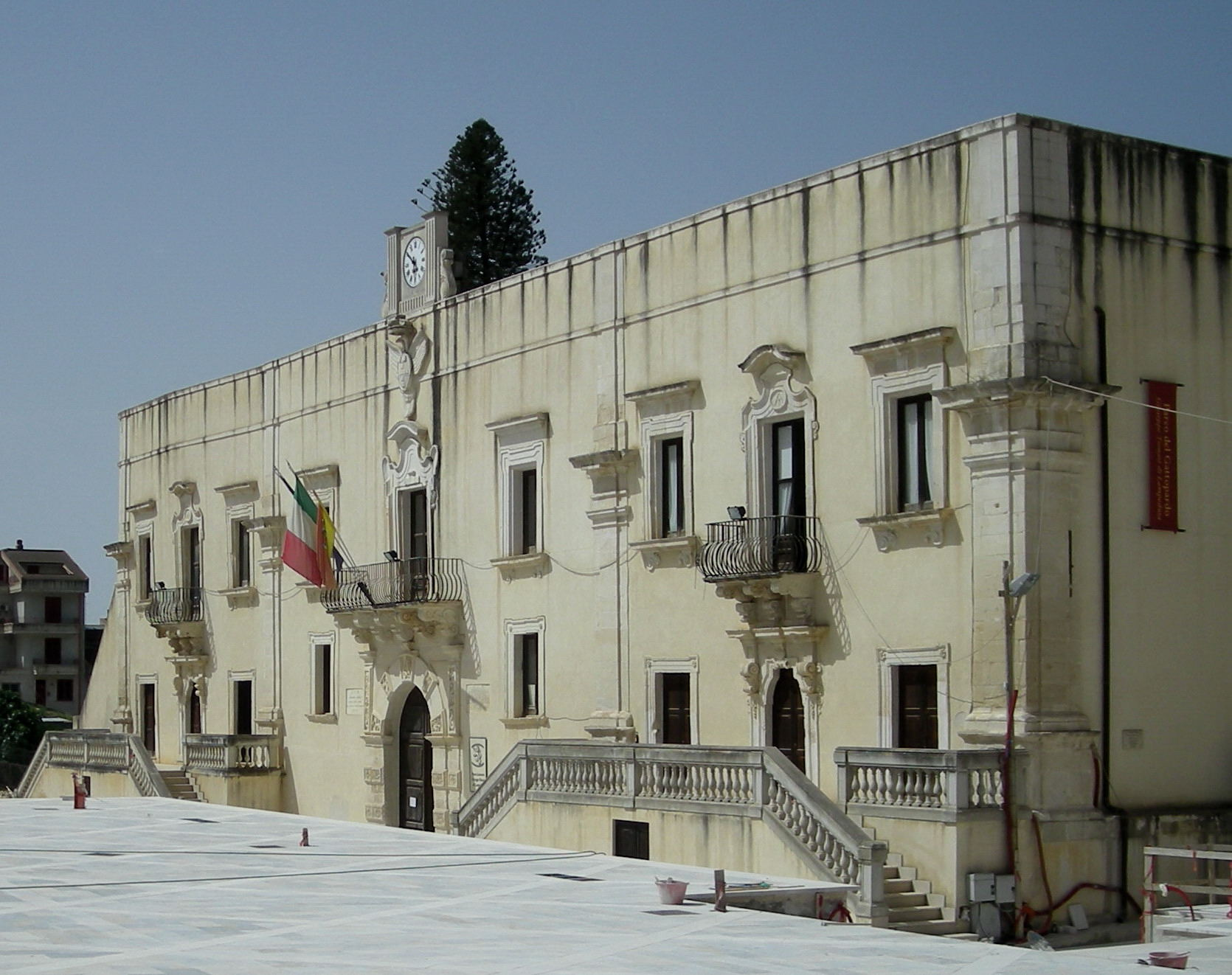
Palazzo Filangeri di Cutò, a Santa Margherita di Belìce dimora estiva di Giuseppe Tomasi di Lampedusa descritta, col suo giardino, nel romanzo

Il Gattopardo rappresenta nel percorso artistico di Luchino Visconti un cruciale momento di svolta in cui l'impegno nel dibattito politico-sociale del militante comunista si attenua in un ripiegamento nostalgico dell'aristocratico milanese, in una ricerca del mondo perduto, che caratterizzerà i successivi film di ambientazione storica.
Il regista stesso, a proposito del film, indicò come propria aspirazione il raggiungimento di una sintesi tra il Mastro-don Gesualdo di Giovanni Verga e la Recherche di Marcel Proust.
Sotto il profilo della critica, è stato notato che «Visconti traduce le pagine di Lampedusa in termini puramente cinematografici, sia a livello drammaturgico (larghe ellissi, sintesi, analogie temporali e tre flashback dedicati al principe), sia come regia: l'uso del tempo antinaturalistico, la pausa, il silenzio, la reiterazione, l'alternarsi di totali e scene più raccolte, di protagonisti e comprimari, la funzione narrativa del paesaggio, la disposizione dei corpi e degli oggetti, la scenografia».

### La rivoluzione mancata

Il principe di Salina Fabrizio Corbera, interpretato da Burt Lancaster

La pubblicazione del romanzo di Giuseppe Tomasi di Lampedusa aveva aperto all'interno della sinistra italiana un dibattito sul Risorgimento come "rivoluzione senza rivoluzione", a partire dalla definizione utilizzata da Antonio Gramsci nei suoi Quaderni del carcere. A chi accusava il romanzo di aver vituperato il Risorgimento si opponeva un gruppo di intellettuali che ne apprezzava la lucidità nell'analizzarne la natura di contratto, all'insegna dell'immobilismo, tra vecchia aristocrazia ed emergente classe borghese.
Visconti, che già aveva affrontato la questione risorgimentale in Senso (1954) e che era stato profondamente colpito dalla lettura del romanzo, non esitò ad accettare la possibilità di intervenire nel dibattito offertagli da Goffredo Lombardo, che si era assicurato, per la Titanus, i diritti cinematografici del libro.
Nel film, la narrazione di questi eventi è affidata allo sguardo soggettivo del Principe di Salina, sulla cui persona vengono raccordati "come in un inedito allineamento planetario, i tre sguardi sul mondo in trapasso: del personaggio, dell'opera letteraria, del testo filmico che la visualizza". Lo sguardo di Visconti viene a coincidere con quello di Burt Lancaster, per il quale questa esperienza di "doppio" del regista "varrà... una profonda trasformazione interiore, anche sul piano personale".
È qui che si può cogliere la cesura rispetto alla precedente produzione del regista: gli inizi di un periodo in cui nella sua opera "... nessuna forza positiva della storia... si profila come alternativa all'epos della decadenza cantato con struggente nostalgia".
È determinante nell'esprimere questo passaggio, il ballo finale, cui Visconti assegnò, rispetto al romanzo, un ruolo più importante sia per la durata (da solo occupa circa un terzo del film) sia per la collocazione (ponendolo come evento conclusivo, mentre il romanzo si spingeva ben oltre il 1862, sino a comprendere la morte del principe nel 1883 e gli ultimi anni di Concetta dopo la svolta del secolo). In queste scene tutto parla di morte. La morte fisica, in particolare nel lungo e assorto indugiare del principe dinanzi al dipinto La morte del giusto di Greuze. Ma soprattutto la morte di una classe sociale, di un mondo di "leoni e gattopardi", sostituiti da "sciacalli e iene".
I sontuosi ambienti, vestigia di un glorioso passato, in cui ha luogo il ricevimento, assistono impotenti all'irruzione e alla conquista di una folla di personaggi mediocri, avidi, meschini. Così il vanesio e millantatore colonnello Pallavicini (Ivo Garrani). Così lo scaltro don Calogero Sedara (Paolo Stoppa), rappresentante di una nuova borghesia affaristica, abile nello sfruttare a proprio vantaggio l'incertezza dei tempi, e con cui la famiglia del principe si è dovuta imparentare per portare nuova linfa economica nelle proprie esauste casse.
Ma è soprattutto nel nuovo cinismo e nella spregiudicatezza dell'adorato nipote Tancredi, che dopo aver combattuto coi garibaldini non esita, dopo Aspromonte, a schierarsi coi nuovi vincitori e ad approvare la fucilazione dei disertori, che il principe assiste alla fine degli ideali morali ed estetici del suo mondo.
Il regista si fa ispirare dal dipinto Le déjeuner sur l'herbe di Claude Monet, nella sequenza del picnic prima dell'arrivo alla Tenuta di Donnafugata. Lo si vede chiaramente, quando viene steso un lenzuolo bianco enorme, a mo' di tovaglia sul prato.